# Negueira

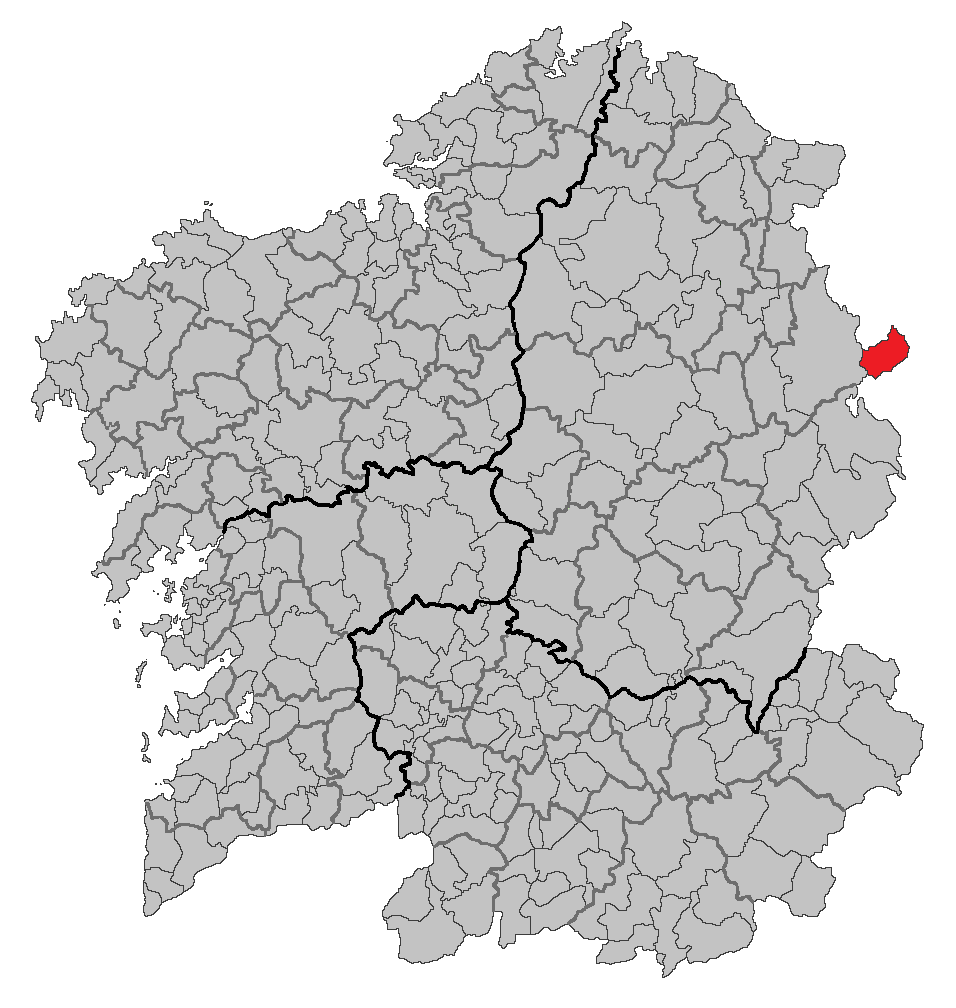
Localização de Negueira na Galiza

Negueira  (em normativa RAG e oficialmente, Negueira de Muñiz) é um município da Espanha na província de Lugo, comunidade autónoma da Galiza, de área 72,26 km² com população de 222 habitantes (2007) e densidade populacional de 3,25 hab/km².

## Demografia
| Variação demográfica do município entre 1991 e 2004 | Variação demográfica do município entre 1991 e 2004 | Variação demográfica do município entre 1991 e 2004 | Variação demográfica do município entre 1991 e 2004 |
| --------------------------------------------------- | --------------------------------------------------- | --------------------------------------------------- | --------------------------------------------------- |
| 1991                                                | 1996                                                | 2001                                                | 2004                                                |
| 339                                                 | 310                                                 | 259                                                 | 235                                                 |